# The Phantom Blues Band
The Phantom Blues Band ist eine US-amerikanische Bluesband, die durch ihre Zusammenarbeit mit Taj Mahal bekannt geworden ist. Sie begleitete ihn auf Tourneen und war bei verschiedenen Aufnahmen von Alben die Begleitband, unter anderem bei Shoutin´ in Keys und Senior Blues (Grammy). 2001 erhielten sie den W. C. Handy Award als beste Band des Jahres.
Nach ausgedehnten Tourneen und Studioarbeiten veröffentlichte die Phantom Blues Band 2003 ihre erste eigene CD 'Limited Edition', der 'Out of the Shadows' und 'Footprints' folgten. 
Neben ihrer gemeinsamen Arbeit als Band sind die Mitglieder der Phantom Blues Band auch erfolgreiche Sessionmusiker, Produzenten und Arrangeure.
So ist Mike Finnigan auf Jimi Hendrix’ Electric Ladyland zu hören. Mit Crosby, Stills and Nash, Dave Mason, Etta James, Dr. John und Carlos Santana tourte er und nahm Platten auf. Johnny Lee Schell spielte mit Bonnie Raitt, John Fogerty und Ron Wood, daneben schrieb er auch Film- und Fernsehmusik. Joe Sublett spielte in Austin mit dem jungen Stevie Ray Vaughan, ebenso mit The Rolling Stones, Keb’ Mo’, Bono, Little Feat, Bonnie Raitt, B.B. King, Macy Gray, Buddy Guy, The Crickets, Bette Midler und anderen. Er schrieb auch Arrangements für Bläser und einige Filmmusiken. Darrell Leonard wirkte als Arrangeur und/oder Trompetenspieler auf Platte von B.B. King, Stevie Ray Vaughan, Buddy Guy, Bonnie Raitt, Keb' Mo, Freddie King, The Rolling Stones, Delaney & Bonnie and Friends, Los Lonely Boys, Jet und Jimmy Smith um nur einige zu nennen. Larry Fulcher tourte und nahm Alben als Keyboarder und Sänger unter anderen mit The Wailers, der Begleitgruppe von Bob Marley auf. Tony Braunagel ist auf vielen Alben des britischen Labels Island Records als Studioschlagzeuger zu hören. Nach seiner Rückkehr aus England spielte er für Eric Burdon, Rickie Lee Jones, Bette Midler und Bonnie Raitt.

## Diskographie

### Alben
- Limited Edition 2003
- Out of the Shadows 2006
- Footprints 2007
- Inside Out 2012
- Still cookin' 2020
- Blues for Breakfast: In Memory of MF (2022)

### DVD
- 2005 Taj Mahal & The Phantom Blues Band Live In St. Lucia